# 会穴
会穴（えけつ）とは、各組織の気血の集まるところで八つに分かれている。八会穴ともいわれる。それぞれの系統の病に用いれば効果が期待できる。

## 会穴の一覧
- 腑会（腑の病に使う） - 中脘（任脈）
- 臓会（臓の病に使う） - 章門（肝経）
- 血会（血の病に使う） - 膈兪（膀胱経）
- 脈会（脈の病に使う） - 太淵（肺経）
- 骨会（骨の病に使う） - 大杼（膀胱経）
- 筋会（筋の病に使う） - 陽陵泉（胆経）
- 髄会（髄の病に使う） - 懸鐘（胆経）
- 気会（気の病に使う） - 膻中（任脈）